# Vietnamesische Sonderzeichen
Im Vietnamesischen werden sämtliche Vokale in sechs Tönen ausgesprochen. Diese Töne werden an den Zeichen selbst über Diakritische Zeichen angezeigt.

## Töne im Vietnamesichen

Tondauer und -verlauf der 6 nordvietnamesischen Tönegesprochen von einem männlichen Sprecher (nicht aus Hanoi) Grundfrequenz über Zeit. aus Nguyễn & Edmondson (1998)

Die 6 Töne der vietnamesischen Sprache

Die Höhe und der Verlauf der Tonhöhe bei der Aussprache einer Silbe ist bedeutungsunterscheidend. Dies bedeutet, dass eine falsche Aussprache des Tones sinnentstellend wirkt. Ohne die Töne hätte die vietnamesische Sprache eine extrem hohe Anzahl an Homonymen. Die Töne des Vietnamesischen unterscheiden sich in Tonhöhe und -verlauf, Länge und Glottalisierung. In der vietnamesischen Schrift werden die Töne durch diakritische Zeichen kenntlich gemacht.

Wie Haudricourt (1954) erkannte, besaß das Vietnamesische in einer älteren Form noch keine Töne. Die sechs Töne entstanden wohl während des 1. Jahrtausends unter dem Einfluss des Chinesischen als Kontaktsprache, je nachdem ob der Silbenanlaut ursprünglich stimmlos oder stimmhaft war und ob die Silbe ursprünglich vokalisch, auf -h oder auf -ʔ (Glottalplosiv) auslautete.
| Bezeichnung                | Kurz- beschreibung          | Ziffern nach Yuen Ren Chao | Vietname- sische Schrift | Beispiel            | Erklärung | Rekonstruierter Ursprung des Tons               |
| -------------------------- | --------------------------- | -------------------------- | ------------------------ | ------------------- | --- | ----------------------------------------------- |
| ngang (昂) oder không (空) | hoch (oder mittel) und eben | 33                         | ohne ◌                   | drei: ba (𠀧)       | Der Normalton wird mittelhoch ausgesprochen, wobei die Stimme weder steigt noch fällt.                                                               | Anlaut ursprünglich stimmlos Auslaut vokalisch  |
| sắc (嗇)                   | hoch (oder mittel) steigend | 35                         | Akut ◌́                   | Gouverneur: bá (霸) | Der steigende Ton beginnt hoch und steigt kurz an. Die Silben im steigenden Ton werden meist mit etwas mehr Nachdruck gesprochen.                    | Anlaut ursprünglich stimmlos Auslaut auf -ʔ     |
| huyền (懸)                 | tief und fallend            | 21                         | Gravis ◌̀                 | Dame: bà (婆,妑)    | Der fallende Ton beginnt tief und sinkt von dort noch etwas. Er wird meist etwas weniger stark als andere Silben, dafür etwas länger, ausgesprochen. | Anlaut ursprünglich stimmhaft Auslaut vokalisch |
| nặng (𨤼)                  | tief, fallend und knarrig   | 32 oder 31                 | Unterpunktakzent ◌̣       | Leben: mệnh (命)    | Der tiefe gebrochene Ton wird tief und fallend ausgesprochen, die Silbe enthält einen Knacklaut und wird häufig mit etwas Nachdruck gesprochen.      | Anlaut ursprünglich stimmhaft Auslaut auf -ʔ    |
| hỏi (𠳨)                   | (tief) fallend und steigend | 313                        | Haken ◌̉                  | Geschichte: sử (史) | Der fallend-steigende Ton wird mit etwas mehr Nachdruck gesprochen. Die Stimmhöhe sinkt zunächst und steigt dann.                                    | Anlaut ursprünglich stimmlos Auslaut auf -h     |
| ngã (我)                   | unterbrochen und steigend   | 35                         | Tilde ◌̃                  | Rest: bã (𥺕)       | Der unterbrochene steigende Ton steigt und die Silbe hat ebenfalls einen Knacklaut.                                                                  | Anlaut ursprünglich stimmhaft Auslaut auf -h    |

Bei sắc und nặng gibt es zwei Varianten, abhängig von den folgenden Konsonanten. Endet das Wort mit einem Stoppkonsonanten (-t, -p, -c, -ch), dann verändert sich die Tonhöhe und -dauer, im Vergleich zu Wörtern die mit Vokalen oder Nasalkonsonanten (-n, -m, -ng, -nh) enden.

## Tabelle des Alphabets
| vietn. Name     | Lautschrift IPA            | Thanh không oder ngang                     | Thanh sắc [´]                    | Thanh huyền [`]       | Thanh hỏi [ ̉]                     | Thanh ngã [~]                  | Thanh nặng [.]                         | Thanh không oder ngang                     | Thanh sắc [´]                    | Thanh huyền [`]       | Thanh hỏi [ ̉]                     | Thanh ngã [~]                  | Thanh nặng [.]                         |
| --------------- | -------------------------- | ------------------------------------------ | -------------------------------- | --------------------- | --------------------------------- | ------------------------------ | -------------------------------------- | ------------------------------------------ | -------------------------------- | --------------------- | --------------------------------- | ------------------------------ | -------------------------------------- |
|                 |                            | Normalton, hoch (od. mittel) und eben (33) | hoch (oder mittel) steigend (35) | tief und fallend (21) | (tief) fallend und steigend (313) | unterbrochen und steigend (35) | tief, fallend und knarrig (32 oder 31) | Normalton, hoch (od. mittel) und eben (33) | hoch (oder mittel) steigend (35) | tief und fallend (21) | (tief) fallend und steigend (313) | unterbrochen und steigend (35) | tief, fallend und knarrig (32 oder 31) |
| a               | aː, einige Dialekte: æ     | A                                          | Á                                | À                     | Ả                                 | Ã                              | Ạ                                      | a                                          | á                                | à                     | ả                                 | ã                              | ạ                                      |
|                 |                            | A                                          | &Aacute;                         | &Agrave;              | &#7842;                           | &Atilde;                       | &#7840;                                | a                                          | &aacute;                         | &agrave;              | &#7843;                           | &atilde;                       | &#7841;                                |
| á               | ɐ                          | Ă                                          | Ắ                                | Ằ                     | Ẳ                                 | Ẵ                              | Ặ                                      | ă                                          | ắ                                | ằ                     | ẳ                                 | ẵ                              | ặ                                      |
|                 |                            | &#258;                                     | &#7854;                          | &#7856;               | &#7858;                           | &#7860;                        | &#7862;                                | &#259;                                     | &#7855;                          | &#7857;               | &#7859;                           | &#7861;                        | &#7863;                                |
| ớ               | ə                          | Â                                          | Ấ                                | Ầ                     | Ẩ                                 | Ẫ                              | Ậ                                      | â                                          | ấ                                | ầ                     | ẩ                                 | ẫ                              | ậ                                      |
|                 |                            | &Acirc;                                    | &#7844;                          | &#7846;               | &#7848;                           | &#7850;                        | &#7852;                                | &acirc;                                    | &#7845;                          | &#7847;               | &#7849;                           | &#7851;                        | &#7853;                                |
| bê, bờ          | ɓ, ʔb                      | B                                          |                                  |                       |                                   |                                |                                        | b                                          |                                  |                       |                                   |                                |                                        |
| xê, cờ          | k                          | C                                          |                                  |                       |                                   |                                |                                        | c                                          |                                  |                       |                                   |                                |                                        |
|                 |                            | CH                                         |                                  |                       |                                   |                                |                                        | ch                                         |                                  |                       |                                   |                                |                                        |
| dê, dờ          | nördlich: z, südlich: j    | D                                          |                                  |                       |                                   |                                |                                        | d                                          |                                  |                       |                                   |                                |                                        |
| đê, đờ          | ɗ, ʔd                      | Đ                                          |                                  |                       |                                   |                                |                                        | đ                                          |                                  |                       |                                   |                                |                                        |
|                 |                            | &#272;                                     |                                  |                       |                                   |                                |                                        | &#273;                                     |                                  |                       |                                   |                                |                                        |
| e               | ɛ                          | E                                          | É                                | È                     | Ẻ                                 | Ẽ                              | Ẹ                                      | e                                          | é                                | è                     | ẻ                                 | ẽ                              | ẹ                                      |
|                 |                            | E                                          | &Eacute;                         | &Egrave;              | &#7866;                           | &#7868;                        | &#7864;                                | e                                          | &eacute;                         | &egrave;              | &#7867;                           | &#7869;                        | &#7865;                                |
| ê               | e                          | Ê                                          | Ế                                | Ề                     | Ể                                 | Ễ                              | Ệ                                      | ê                                          | ế                                | ề                     | ể                                 | ễ                              | ệ                                      |
|                 |                            | &Ecirc;                                    | &#7870;                          | &#7872;               | &#7874;                           | &#7876;                        | &#7878;                                | &ecirc;                                    | &#7871;                          | &#7873;               | &#7875;                           | &#7877;                        | &#7879;                                |
| ép              |                            | (F)                                        |                                  |                       |                                   |                                |                                        | (f)                                        |                                  |                       |                                   |                                |                                        |
| giê, gờ         | ɣ, vor i, ê und e: z       | G                                          |                                  |                       |                                   |                                |                                        | g                                          |                                  |                       |                                   |                                |                                        |
|                 |                            | GH                                         |                                  |                       |                                   |                                |                                        | gh                                         |                                  |                       |                                   |                                |                                        |
|                 |                            | GI                                         |                                  |                       |                                   |                                |                                        | gi                                         |                                  |                       |                                   |                                |                                        |
| hát, hờ         | h                          | H                                          |                                  |                       |                                   |                                |                                        | h                                          |                                  |                       |                                   |                                |                                        |
| i ngắn          | i                          | I                                          | Í                                | Ì                     | Ỉ                                 | Ĩ                              | Ị                                      | i                                          | í                                | ì                     | ỉ                                 | ĩ                              | ị                                      |
|                 |                            | I                                          | &Iacute;                         | &Igrave;              | &#7880;                           | &#296;                         | &#7882;                                | i                                          | &iacute;                         | &igrave;              | &#7881;                           | &#297;                         | &#7883;                                |
| gi              |                            | (J)                                        |                                  |                       |                                   |                                |                                        | (j)                                        |                                  |                       |                                   |                                |                                        |
| ca              | k                          | K                                          |                                  |                       |                                   |                                |                                        | k                                          |                                  |                       |                                   |                                |                                        |
|                 |                            | KH                                         |                                  |                       |                                   |                                |                                        | kh                                         |                                  |                       |                                   |                                |                                        |
| e-lờ            | l                          | L                                          |                                  |                       |                                   |                                |                                        | l                                          |                                  |                       |                                   |                                |                                        |
| em-mờ           | m                          | M                                          |                                  |                       |                                   |                                |                                        | m                                          |                                  |                       |                                   |                                |                                        |
| en-nờ           | n                          | N                                          |                                  |                       |                                   |                                |                                        | n                                          |                                  |                       |                                   |                                |                                        |
|                 |                            | NG                                         |                                  |                       |                                   |                                |                                        | ng                                         |                                  |                       |                                   |                                |                                        |
|                 |                            | NGH                                        |                                  |                       |                                   |                                |                                        | ngh                                        |                                  |                       |                                   |                                |                                        |
|                 |                            | NH                                         |                                  |                       |                                   |                                |                                        | nh                                         |                                  |                       |                                   |                                |                                        |
| o               | ɒ                          | O                                          | Ó                                | Ò                     | Ỏ                                 | Õ                              | Ọ                                      | o                                          | ó                                | ò                     | ỏ                                 | õ                              | ọ                                      |
|                 |                            | O                                          | &Oacute;                         | &Ograve;              | &#7886;                           | &Otilde;                       | &#7884;                                | o                                          | &oacute;                         | &ograve;              | &#7887;                           | &otilde;                       | &#7885;                                |
| ô               | o                          | Ô                                          | Ố                                | Ồ                     | Ổ                                 | Ỗ                              | Ộ                                      | ô                                          | ố                                | ồ                     | ổ                                 | ỗ                              | ộ                                      |
|                 |                            | &Ocirc;                                    | &#7888;                          | &#7890;               | &#7892;                           | &#7894;                        | &#7896;                                | &ocirc;                                    | &#7889;                          | &#7891;               | &#7893;                           | &#7895;                        | &#7897;                                |
| ơ               | ɜː                         | Ơ                                          | Ớ                                | Ờ                     | Ở                                 | Ỡ                              | Ợ                                      | ơ                                          | ớ                                | ờ                     | ở                                 | ỡ                              | ợ                                      |
|                 |                            | &#416;                                     | &#7898;                          | &#7900;               | &#7902;                           | &#7904;                        | &#7906;                                | &#417;                                     | &#7899;                          | &#7901;               | &#7903;                           | &#7905;                        | &#7907;                                |
| pê              | p                          | P                                          |                                  |                       |                                   |                                |                                        | p                                          |                                  |                       |                                   |                                |                                        |
|                 |                            | PH                                         |                                  |                       |                                   |                                |                                        | ph                                         |                                  |                       |                                   |                                |                                        |
| cu, quy         | k                          | Q                                          |                                  |                       |                                   |                                |                                        | q                                          |                                  |                       |                                   |                                |                                        |
| e-rờ            | nördlich: z, südlich: ʐ, ɹ | R                                          |                                  |                       |                                   |                                |                                        | r                                          |                                  |                       |                                   |                                |                                        |
| ét-sì, sờ       | s, Süd und Mitte: ʂ        | S                                          |                                  |                       |                                   |                                |                                        | s                                          |                                  |                       |                                   |                                |                                        |
| tê, tờ          | t                          | T                                          |                                  |                       |                                   |                                |                                        | t                                          |                                  |                       |                                   |                                |                                        |
|                 |                            | TH                                         |                                  |                       |                                   |                                |                                        | th                                         |                                  |                       |                                   |                                |                                        |
|                 |                            | TR                                         |                                  |                       |                                   |                                |                                        | tr                                         |                                  |                       |                                   |                                |                                        |
| u               | u                          | U                                          | Ú                                | Ù                     | Ủ                                 | Ũ                              | Ụ                                      | u                                          | ú                                | ù                     | ủ                                 | ũ                              | ụ                                      |
|                 |                            | U                                          | &Uacute;                         | &Ugrave;              | &#7910;                           | &#360;                         | &#7908;                                | u                                          | &uacute;                         | &ugrave;              | &#7911;                           | &#361;                         | &#7909;                                |
| ư               | ɨ                          | Ư                                          | Ứ                                | Ừ                     | Ử                                 | Ữ                              | Ự                                      | ư                                          | ứ                                | ừ                     | ử                                 | ữ                              | ự                                      |
|                 |                            | &#431;                                     | &#7912;                          | &#7914;               | &#7916;                           | &#7918;                        | &#7920;                                | &#432;                                     | &#7913;                          | &#7915;               | &#7917;                           | &#7919;                        | &#7921;                                |
| vê, vờ          | v, südlich: j              | V                                          |                                  |                       |                                   |                                |                                        | v                                          |                                  |                       |                                   |                                |                                        |
| vê kép, vê-đúp  |                            | (W)                                        |                                  |                       |                                   |                                |                                        | (w)                                        |                                  |                       |                                   |                                |                                        |
| ích-xì          | s                          | X                                          |                                  |                       |                                   |                                |                                        | x                                          |                                  |                       |                                   |                                |                                        |
| i dài, i-cờ-rét | als Vokal: i               | Y                                          | Ý                                | Ỳ                     | Ỷ                                 | Ỹ                              | Ỵ                                      | y                                          | ý                                | ỳ                     | ỷ                                 | ỹ                              | ỵ                                      |
|                 |                            | Y                                          | &Yacute;                         | &#7922;               | &#7926;                           | &#7928;                        | &#7924;                                | y                                          | &yacute;                         | &#7923;               | &#7927;                           | &#7929;                        | &#7925;                                |
| dét             |                            | (Z)                                        |                                  |                       |                                   |                                |                                        | (z)                                        |                                  |                       |                                   |                                |                                        |

Aus dem Grund, dass manche Vokale, bspw. Â oder Ư schon ein Diakritisches Zeichen haben, wird für die Schreibung mancher Vokale zwei Diakritika verwendet.

## Eingabe auf Computern
Vietnamesiche Tastaturen besitzen Tottasten für die Töne. ÂĂÊÔƠƯ können normal eingegeben werden.